# Will Brooks
Will Brooks (Chicago, 8 ottobre 1986) è un lottatore di arti marziali miste statunitense.
Attualmente combatte nella categoria dei pesi leggeri per la promozione statunitense Ultimate Fighting Championship.
In passato ha combattuto per la Bellator MMA, dove è stato campione dei pesi leggeri dal 2014 al 2015; precedentemente è stato anche campione ad interim ed ha vinto il torneo della nona stagione.

## Carriera nelle arti marziali miste

### Inizi
Will Brooks iniziò a praticare lotta a scuola ma successivamente si concentrò sul football americano, e solamente più tardi tornò a praticare sport da combattimento entrando direttamente nel mondo delle MMA.
Nei primi due anni di carriera da professionista lottò prevalentemente in organizzazioni dell'Illinois mettendo a segno un record di 7 vittorie e nessuna sconfitta.
Nella notte di San Silvestro del 2012 venne ingaggiato dall'organizzazione giapponese Dream per prendere parte all'importante evento che lo vide opposto all'ex campione WVR Sengoku Satoru Kitaoka: Brooks s'impose per KO tecnico alla seconda ripresa.

### Bellator MMA
Nel 2013 Will Brooks firmò un contratto per la prestigiosa promozione Bellator, la quale organizzava tornei ad eliminazione diretta per decretare il successivo contendente al titolo per ogni categoria di peso.
Ad un solo mese di distanza dall'ultimo incontro disputato in Giappone Brooks prese parte al torneo dei pesi leggeri dell'ottava stagione, superando nei quarti di finale Ricardo Tirloni; in semifinale patì la prima sconfitta in carriera venendo velocemente messo KO da Saad Awad.
Lo stesso anno vinse un incontro e successivamente entrò in un nuovo torneo: nei quarti di finale superò l'ex contendente UFC e WEC John Alessio, in semifinale si vendicò della sconfitta patita contro Saad Awad battendolo ai punti e infine vinse il torneo facendo valere la propria lotta a spese del talento russo Alexander Sarnavskiy.
A quel punto Brooks ottenne la possibilità di lottare per il titolo nel 2014 contro l'allora campione in carica Eddie Alvarez: l'organizzazione decise di pianificare un terzo incontro tra i pesi leggeri di punta della promozione Alvarez e Michael Chandler, ma proprio Alvarez s'infortunò e così venne presa la decisione di mettere in gioco la cintura di campione ad interim con Chandler e Brooks come contendenti; contro il favoritissimo Michael Chandler l'atleta dell'Illinois riuscì a tenergli testa per cinque round ed alla fine venne premiato con una vittoria per decisione non unanime, divenendo il campione dei pesi leggeri Bellator ad interim.
Nel frattempo il campione indiscusso in carica Eddie Alvarez lasciò la cintura vacante per passare in UFC, e così venne organizzato un rematch tra Brooks e Michael Chandler per il titolo: Brooks vinse ancora una volta e questa volta per KO tecnico durante la quarta ripresa.
Ad aprile del 2015, Brooks difese per la prima volta la cintura contro Dave Jansen, vincendo l'incontro per decisione unanime. Mentre a novembre dovette affrontare Marcin Held nel suo secondo incontro titolato. Durante l'incontro Brooks subì la slogatura di un ginocchio, ma nonostante ciò ottenne la vittoria per decisione unanime.
Il 14 maggio del 2016, gli venne concesso il suo rilascio dalla promozione, lasciando quindi vacante il titolo dei pesi leggeri.

### Ultimate Fighting Championship
Il 15 giugno dello stesso anno, Brooks firmò un contratto di sei incontri con la Ultimate Fighting Championship. Al suo debutto affrontò Ross Pearson, all'evento finale della ventitreesima stagione del reality show The Ultimate Fighter. Dopo un match molto equilibrato, Brooks ottenne la vittoria sull'inglese per decisione unanime.
A ottobre dovrà affrontare il brasiliano Alex Oliveira. Durante la cerimonia del peso, Oliveira superò il limite massimo della categoria, pesando 73,3 kg. Il match venne quindi spostato nella categoria catchweight. Alla terza ripresa, Oliveira riuscì a portare al tappeto Brooks per poi raggiungere la posizione denominata mezzaguardia; da tale posizione riuscì con un ginocchio a bloccare il braccio destro di Will e a colpirlo con ripetuti pugni al volto, ponendo così fine all'incontro per KO tecnico. Dopo una striscia vincente di 9 vittorie, durata ben 3 anni, Brooks venne per la seconda volta sconfitto nella sua carriera per KO.

## Risultati nelle arti marziali miste
| Risultato | Record | Avversario           | Metodo                           | Evento                              | Data              | Round | Tempo | Città                        | Note                                                    |
| --------- | ------ | -------------------- | -------------------------------- | ----------------------------------- | ----------------- | ----- | ----- | ---------------------------- | ------------------------------------------------------- |
| Sconfitta | 19-2   | Alex Oliveira        | KO Tecnico (pugni)               | UFC Fight Night: Lineker vs. Dodson | 1 ottobre 2016    | 3     | 3:30  | Portland, Stati Uniti        | Incontro Catchweight 73,3 kg                            |
| Vittoria  | 19-1   | Ross Pearson         | Decisione (unanime)              | The Ultimate Fighter 23 Finale      | 8 luglio 2016     | 3     | 5:00  | Las Vegas, Stati Uniti       | Debutto in UFC                                          |
| Vittoria  | 18-1   | Marcin Held          | Decisione (unanime)              | Bellator 145                        | 6 novembre 2015   | 5     | 5:00  | St. Louis, Stati Uniti       | Difende il titolo dei Pesi Leggeri Bellator             |
| Vittoria  | 17-1   | Dave Jansen          | Decisione (unanime)              | Bellator CXXXVI                     | 10 aprile 2015    | 5     | 5:00  | Irvine, Stati Uniti          | Difende il titolo dei Pesi Leggeri Bellator             |
| Vittoria  | 16-1   | Michael Chandler     | KO Tecnico (pugni)               | Bellator CXXXI                      | 15 novembre 2014  | 4     | 3:48  | San Diego, Stati Uniti       | Vince il titolo dei Pesi Leggeri Bellator               |
| Vittoria  | 15-1   | Michael Chandler     | Decisione (non unanime)          | Bellator CXX                        | 17 maggio 2014    | 5     | 5:00  | Southaven, Stati Uniti       | Vince il titolo dei Pesi Leggeri Bellator ad Interim    |
| Vittoria  | 14-1   | Alexander Sarnavskiy | Decisione (unanime)              | Bellator CIX                        | 22 novembre 2013  | 3     | 5:00  | Bethlehem, Stati Uniti       | Vince il torneo dei Pesi Leggeri Bellator IX            |
| Vittoria  | 13-1   | Saad Awad            | Decisione (unanime)              | Bellator CV                         | 25 ottobre 2013   | 3     | 5:00  | Rio Rancho, Stati Uniti      | Torneo dei Pesi Leggeri Bellator IX, Semifinale         |
| Vittoria  | 12-1   | John Alessio         | Decisione (unanime)              | Bellator CI                         | 27 settembre 2013 | 3     | 5:00  | Portland, Stati Uniti        | Torneo dei Pesi Leggeri Bellator IX, Quarti di finale   |
| Vittoria  | 11-1   | Chris Leyva          | KO Tecnico (pugni)               | Bellator XCVII                      | 31 luglio 2013    | 3     | 2:20  | Rio Rancho, Stati Uniti      |                                                         |
| Sconfitta | 10-1   | Saad Awad            | KO (pugni)                       | Bellator XCI                        | 28 febbraio 2013  | 1     | 0:43  | Rio Rancho, Stati Uniti      | Torneo dei Pesi Leggeri Bellator VIII, Semifinale       |
| Vittoria  | 10-0   | Ricardo Tirloni      | Decisione (unanime)              | Bellator LXXXVII                    | 31 gennaio 2013   | 3     | 5:00  | Mount Pleasant, Stati Uniti  | Torneo dei Pesi Leggeri Bellator VIII, Quarti di finale |
| Vittoria  | 9-0    | Satoru Kitaoka       | KO Tecnico (pugni)               | Dream 18: Special NYE 2012          | 31 dicembre 2012  | 2     | 3:46  | Saitama, Giappone            | Debutto in Dream                                        |
| Vittoria  | 8–0    | Drew Dober           | Decisione (unanime)              | DC 10: The Yin and The Yang         | 10 agosto 2012    | 3     | 5:00  | Omaha, Stati Uniti           |                                                         |
| Vittoria  | 7–0    | Taurean Bogguess     | KO Tecnico (pugni)               | XFO 44                              | 16 giugno 2012    | 1     | 4:20  | Hoffman Estates, Stati Uniti |                                                         |
| Vittoria  | 6–0    | Ryan Bixler          | Sottomissione (rear naked choke) | CCC 4                               | 15 ottobre 2011   | 2     | 1:00  | Villa Park, Stati Uniti      |                                                         |
| Vittoria  | 5–0    | Joseph Richardson    | Sottomissione (armbar)           | XFO 41: Outdoor War 7               | 3 settembre 2011  | 1     | 3:49  | Island Lake, Stati Uniti     |                                                         |
| Vittoria  | 4–0    | Chris Page           | KO (pugno)                       | XFO 40                              | 17 luglio 2011    | 1     | 4:05  | Villa Park, Stati Uniti      |                                                         |
| Vittoria  | 3–0    | Bobby Reardanz       | Sottomissione (armbar)           | XFO 39                              | 13 maggio 2011    | 3     | 3:22  | Hoffman Estates, Stati Uniti |                                                         |
| Vittoria  | 2–0    | Guillermo Serment    | Sottomissione (rear naked choke) | CCC 3                               | 5 marzo 2011      | 2     | 0:45  | Villa Park, Stati Uniti      |                                                         |
| Vittoria  | 1–0    | J.R. Hines           | KO Tecnico (pugni)               | XFO 38                              | 22 gennaio 2011   | 1     | 2:09  | Woodstock, Stati Uniti       |                                                         |